# Heraclea Cybistra
Heraclea Cybistra je  helenistično mesto v bližini sodobnega mesta Ereğli v provinci Konya, Turčija.
V helenističnih časih je bila Herakleja pomembna zaradi svojega geografskega položaja ob cesti, ki je skozi Kilikijska vrata povezovala osrednjo Malo Azijo  in Sredozemlje. Leta 805 in 832 oplenili arabski osvajalci Male Azije.
Tri ure ježe proti jugu je slavni hetitski kamniti Ivriški relief, ki prikazuje kralja (verjetno Tyana), ki časti boga.  Reljef je prvi hetitski spomenik, ki ga je na začetku 18. stoletja odkril Otter, odposlanec kralja Ludvika XIV.